# Hôtel Admiral
Pour les articles homonymes, voir Admiral.
L'hôtel Admiral (en anglais : The Admiral Hotel) est un hôtel américain situé à Mobile, dans l'Alabama. Ouvert en 1940, cet établissement est alors le premier bâtiment de la ville à disposer de la climatisation. Opéré par Hilton Hotels & Resorts, il est membre des Historic Hotels of America depuis 1989 et des Historic Hotels Worldwide depuis 2016.